# 種馬泉 (加利福尼亞州)
種馬泉（英語：Stallion Springs）是位於美國加利福尼亞州克恩縣的一個人口普查指定地區。

## 地理
種馬泉的座標為35°05′20″N 118°18′33″W / 35.08889°N 118.30917°W，而該地最高點為海拔高度1153米（即3783英尺）。

## 人口
根據2010年美國人口普查的數據，種馬泉的面積為42.612平方千米，當中陸地面積為42.550平方千米，而水域面積為0.062平方千米。當地共有人口2488人，而人口密度為每平方千米58人。